# Magic Quadrant
Gartner Magic Quadrant (MQ) – nazwa dla serii badań rynku amerykańskiej firmy Gartner Inc. (Gartner), prowadzącej działalność badawczo-doradczą (konsultingową). Według Gartnera, Magic Quadrant celuje w dostarczaniu analiz jakościowych dla wybranych rynków, kierunków rozwoju, dojrzałości rynkowej, oraz uczestników badanych dziedzin.
Ich badania są prowadzone dla wybranych konkretnych technologii i są aktualizowane co 1-2 lata.
Skrótu "MQ" użyto tu dla marki raportów firmy Gartner, jednak bardziej popularne wykorzystanie tego skrótu odwołuje się do kolejki komunikatów (z ang. Message Queue), lub usługi IBM WebSphere MQ.

## Rating
Gartner ocenia dostawców (z ang. vendor) według dwóch kryteriów: kompletność wizji i zdolność do realizacji. Firma ta stosuje metodologie, których nie ujawnia do wiadomości publicznej, ich wyniki składowe prowadzą do umieszczenia dostawcy w jednej ćwierci planszy MQ.
- Leaders (Przywódcy, Liderzy) zgodnie z założeniem otrzymują wyższe oceny w obydwu kryteriach: zdolność do realizacji operacji w swojej dziedzinie i kompletność wizji z którą operacje są komplementarne.
- Challengers (Kandydaci) cechuje ich bardzo wysoka zdolność do operacji i możliwość dominacji nad znacznym obszarem/segmenten rynku, jednak nie demonstrują pełnego zrozumienia wizji tego gdzie ten rynek podąża.
- Visionaries (Wizjonerzy), rozumieją gdzie podąża rynek, lub mają wizję możliwych zmian w regułach rynkowych, jednak prowadzone działania nie są jeszcze optymalnie skuteczne.
- Niche players (Niszowi gracze) skupiają się z sukcesami na małym fragencie rynku, lub są na tyle rozproszone, że nieczęsto wygrywają z innymi, poziomem innowacyjności lub sukcesami rynkowymi.

## Krytyka
Stwierdzono, że kryteria "MQ" są skierowane bardziej do inwestorów i dużych dostawców, niż do kupujących.

### Metody działania
Znaczna część krytyki skupia się na nieujawnianiu wartości pieniędzy otrzymywanych od dostawców, których ocenia. Wzbudzając tym pytania o konflikty interesów. Również źródłem krytyki jest zatajanie informacji o składnikach ocen poszczególnych dostawców, jako że Gartner z zasady nie ujawnia metodologii badań ze swojego warsztatu. A te służą naniesieniu dostawcy na pozycję na planszy (mapie) "MQ".

### Badanie w Szkocji
"Magic Quadrant" oraz szczególnie analitycy, mogą  zniekształcać obraz rynku: według badań przeprowadzonych przez Dr-a Neila Pollocka, z University of Edinburgh Business School, jest możliwe, aby stosując swoje metodologie do opisu rynku, transponować obraz tego rynku tak aby był zgodny z modelami stosowanymi we własnych narzędziach.

### Niedoszacowanie Open-Source
Innym obiektem krytyki jest to, że dostawcy rozwiązań open-source, nie są wystarczająco dostrzegani przez analityków takich jak Gartner jak zostało opublikowane w nietypowej dyskusji online pomiędzy wiceprezesem ds. marketingu spółki Talend, Yves de Montcheuil, i niemieckim pracownikiem firmy Gartner Andym Bitterer, który stwierdził, że firmy nie spełniające odpowiedniego kryterium dochodów, nie są brane pod uwagę.

### Wymiar Sprawiedliwości
Gartner był adresatem pozwu federalnego (złożonego w dniu 29 maja 2009) od dostawcy oprogramowania, ZL Technologies, kwestionującego "legalność" systemu ratingowego Magic Quadrant firmy Gartner.
Gartner złożył wniosek o umorzenie sprawy, jako przyczynę uznając Pierwszą Poprawkę. Stwierdził, że ich raporty МQ  zawierają "czyste opinie", co prawnie oznacza opinie niebazujące na faktach.
Sąd odrzucił sprawę ZL, ponieważ brakowało w niej konkretnej skargi, mimo że podnoszono wątek zniewagi oraz porównywano w celach dowodowych funkcje z konkurencyjną firmą Symantec. To rozwiązanie w postaci umorzenia postępowania zostało podtrzymane przez sąd apelacyjny.

## Analizowane rynki
Analizowane rynki przykładowo obejmują m.in.:
| Nazwa raportu "MQ"                                                      | Przypisy | Rozpoczęto publikacje | Data dostępu |
| ----------------------------------------------------------------------- | -------- | --------------------- | ------------ |
| Application Infrastructure for Systematic SOA Application Projects      |          | 21.Paź. 2010          | 28 Lis. 2010 |
| Application Performance Management                                      |          | 16 Sie. 2012          | 28 Gru. 2013 |
| Business Intelligence Platforms                                         |          | 29 Sty. 2010          | 28 Lis. 2010 |
| Business Process Analysis Tools                                         |          | 22 Lut. 2010          | 28 Lis. 2010 |
| Business Process Management Suites                                      |          |                       |              |
| Client Management Tools                                                 |          | 31 Sty. 2012          | 27 Mar. 2012 |
| Communications Outsourcing and Professional Services, Worldwide         |          | 03 Mar. 2010          | 28 Lis. 2010 |
| Continuous Controls Monitoring                                          |          | 23 Mar. 2010          | 28 Lis. 2010 |
| Corporate Performance Management Suites                                 |          | 25 Sty. 2010          | 28 Lis. 2010 |
| CRM Customer Service Contact Centers                                    |          | 09 Kwi. 2010          | 28 Lis. 2010 |
| CRM Multichannel Campaign Management                                    |          | 13 Maj 2010           | 28 Lis. 2010 |
| Data Integration Tools                                                  |          | 25 Lis. 2009          | 28 Lis. 2010 |
| Data Warehouse Database Management Systems                              |          | 28 Sty. 2010          | 28 Lis. 2010 |
| Data Center Outsourcing and Utility Services, Europe                    |          | 27 Kwi. 2010          | 28 Lis. 2010 |
| E-Commerce                                                              |          |                       |              |
| Energy Trading and Risk Management Platforms                            |          | 14 Kwi. 2011          | 11 Kwi. 2012 |
| Enterprise Content Management                                           |          | 16 List. 2010         | 28 Lis. 2010 |
| Enterprise LAN (Global)                                                 |          | 10 Cze. 2010          | 28 Lis. 2010 |
| Enterprise Marketing Management                                         |          | 14 Paź. 2010          | 28 Lis. 2010 |
| Enterprise Single Sign-On                                               |          | 15 Wrz. 2009          | 28 Lis. 2010 |
| Enterprise Wireless E-Mail Software Market                              |          | 10 Cze. 2010          | 28 Lis. 2010 |
| Field Service Management                                                |          | 17 Paź. 2012          | 09 Paź. 2013 |
| Global Network Service Providers                                        |          | 08 Mar. 2010          | 28 Lis. 2010 |
| Help Desk Outsourcing, Europe                                           |          | 20 Lip. 2010          | 28 Lis. 2010 |
| Horizontal Portals                                                      |          | 03 Wrz. 2010          | 28 Lis. 2010 |
| Integrated Workplace Management Systems                                 |          | 31 Lip. 2008          | 24 Sty. 2011 |
| Integration Service Providers                                           |          | 20 Lis. 2009          | 28 Lis. 2010 |
| Integrated Software Quality Suites                                      |          | 31 Sty. 2011          | 16 Mar. 2011 |
| ITSM IT Service Management                                              |          | 20 Sie. 2012          | 29 Gru. 2013 |
| IT Project and Portfolio Management                                     |          | 07 Cze. 2010          | 28 Lis. 2010 |
| Managed File Transfer                                                   |          | 18 Wrz. 2009          | 22 Wrz. 2009 |
| Managed Security Service Providers, North America                       |          | 16 Kwi. 2009          | 08 Sie. 2009 |
| Master Data Management for Customer Data                                |          | 16 Cze. 2009          | 08 Sie. 2009 |
| Master Data Management for Product Data                                 |          | 09 Lip. 2009          | 08 Sie. 2009 |
| MFPs and Printers                                                       |          | 09 Gru. 2008          | 08 Sie. 2009 |
| Midmarket and Tier 2-Oriented ERP for Product-Centric Companies         |          | 04 Cze. 2009          | 08 Sie. 2009 |
| Single-Instance ERP for Product-Centric Midmarket Companies             |          | 27 Cze. 2012          | 27 Cze. 2012 |
| Network Access Control                                                  |          | 27 Mar. 2009          | 08 Sie. 2009 |
| Network Configuration and Change Management                             |          |                       |              |
| Network Intrusion-prevention system                                     |          | 04 Kwi. 2009          | 08 Sie. 2009 |
| Operational Database Management Systems                                 |          | 21 Paź. 2013          | 21 Paź. 2013 |
| Outage Management Systems                                               |          | 08 Cze. 2009          | 08 Sie. 2009 |
| Product Life Cycle Management                                           |          |                       |              |
| Ruggedized Handheld-Computer                                            |          |                       |              |
| Sales Force Automation                                                  |          | 28 Lip. 2010          | 17 Sie. 2010 |
| Security Information and Event Management                               |          | 29 Maj 2009           | 08 Sie. 2009 |
| SMB Multifunction Firewalls                                             |          | 10 Lip. 2009          | 08 Sie. 2009 |
| Social Software                                                         |          | 31 Paź. 2008          | 08 Sie. 2009 |
| Softswitch Architecture                                                 |          |                       |              |
| Software Change & Configuration Management (Distributed Platforms)      |          | 26 Mar. 2009          | 08 Sie. 2009 |
| SSL VPNs                                                                |          | 11 Gru. 2008          | 08 Sie. 2009 |
| Transportation Management Systems                                       |          | 13 Kwi. 2010          | 29 Wrz. 2011 |
| Unified Communications                                                  |          | 12 Wrz. 2008          | 08 Sie. 2009 |
| Utilities Customer Information Systems                                  |          | 15 Cze. 2009          | 08 Sie. 2009 |
| User Provisioning                                                       |          | 15 Sie. 2008          | 08 Sie. 2009 |
| Video Telepresence Solutions                                            |          |                       |              |
| WAN Optimization Controllers                                            |          | 30 Cze. 2009          | 08 Sie. 2009 |
| Warehouse Management Systems                                            |          | 06 Kwi. 2009          | 08 Sie. 2009 |
| Web Conferencing                                                        |          |                       |              |
| Web Content Management                                                  |          | 05 Sie. 2009          | 08 Sie. 2009 |
| Web Fraud Detection                                                     |          | 18 Cze. 2013          |              |
| Web Hosting and Hosted Cloud System Infrastructure Services (On Demand) |          | 02 Lip. 2009          | 08 Sie. 2009 |
| Wireless LAN Infrastructure                                             |          | 26 Lis. 2008          | 08 Sie. 2009 |
| Wired and Wireless LAN Access Infrastructure                            |          | 26 Cze. 2014          | 4 Gru. 2014  |
| Enterprise Low-Code Application Platforms                               |          |                       |              |